# Marmo tasio

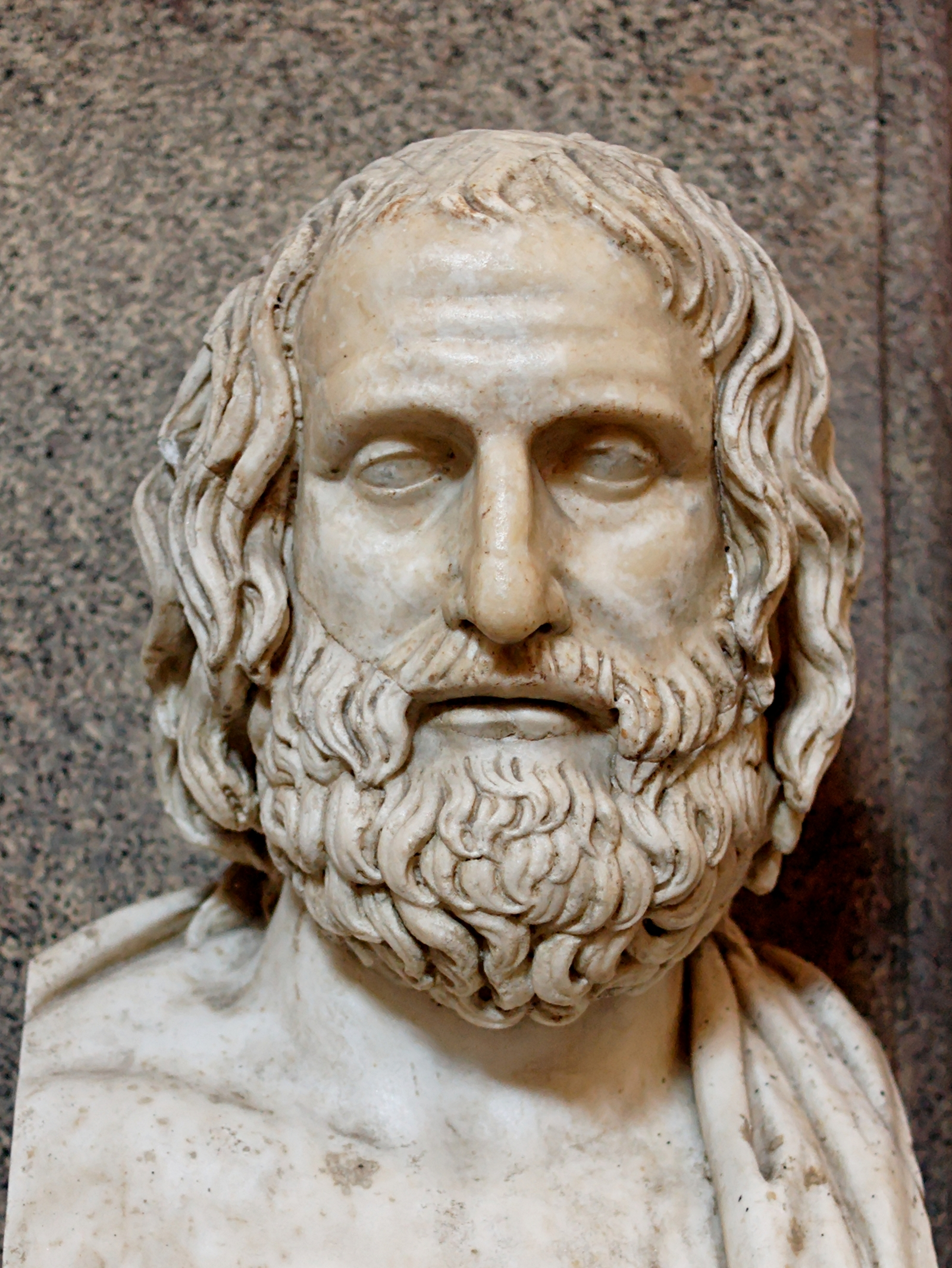
Busto di Euripide, Museo Pio-Clementino, marmo tasio

Il marmo tasio è un marmo di colore bianco pallido, proveniente dall'isola di Tasso nell'Egeo settentrionale. 
Era usato da scultori, specialmente per colonne e decorazioni architettoniche. 

## Storia, caratteristiche e utilizzo
Secondo Erodoto, il marmo tasio fu scoperto dai Fenici. Differisce dal marmo lesbio, perché meno livido. Il tessuto è compatto e la grana è formata da scaglie lucide di dimensione mezzana. Secondo Seneca, che stigmatizza lo sfarzo, era utilizzato ai suoi tempi per le peschiere, mentre anticamente si poteva ammirare raramente per i templi. Papinio Stazio dice per rimarcare la magnificenza di una costruzione che non si era fatto ricorso al marmo tasio, comunque citato con altre varietà di marmo molto pregiate; tuttavia in altri casi è stato utilizzato per statue di pregio, come per le statue di Adriano poste nel tempio di Zeus Olimpio ad Atene, secondo quanto riferisce Pausania il Periegeta.
Di marmo tasio era il recinto dell'urna di Nerone.